# Бужинская, Вероника Станиславовна
Вероника Станиславовна Бужинская (16 (28) января 1895 — 21 июля 1983, Москва, РСФСР, СССР) — советская актриса кино.

## Биография
Вероника Бужинская родилась 16 (28) января 1895 года.
Советская киноактриса фабрики «Севзапкино», фабрики «Ленинградкино», фабрики «Совкино».
Считается одной из первых исполнительниц ролей простых молодых девушек в советском немом кино.
В 1922 году Вероника Бужинская окончила Петроградский институт экранных искусств. И в этом же году на экраны вышла картина режиссёра Бориса Светлова «Доля ты русская, долюшка женская», где Вероника Бужинская сыграла свою первую кинематографическую роль. В последующих пяти картинах ей также достались лишь небольшие эпизодические роли.
В 1926 году Вероника Бужинская сыграла главную роль в картине режиссёров Эдуарда Иогансона и Фридриха Эрмлера «Катька — бумажный ранет».
Была замужем за В. В. Недоброво (1905—1951), сценаристом, кинодраматургом и кинокритиком.
Вероника Бужинская умерла 21 июля 1983 года в Москве.

## Фильмография
- 1922 — Доля ты русская, долюшка женская — Марья, жена Василия[3]
- 1924 — Конец рода Лунич[3]
- 1925 — Степан Халтурин — эпизод
- 1926 — Декабристы — эпизод
- 1926 — Дети бури — эпизод
- 1926 — Катька — бумажный ранет — Катька
- 1926 — Соперники — эпизод
- 1927 — На рельсах — Надя, дочь Разина
- 1927 — Парижский сапожник — Катя
- 1929 — Адрес Ленина — Вера, пионервожатая
- 1929 — Ледяная судьба — Эльга, дочь шведского капитана
- 1929 — Родной брат — эпизод
- 1963 — Оптимистическая трагедия — женщина в чёрном, которая обвинила матроса в краже кошелька (в титрах указана как — В. Недоброво-Бужинская)
- 1964 — Негасимое пламя — машинистка
- 1967 — Они живут рядом — эпизод